# IC 171
IC 171 ist eine Elliptische Galaxie vom Hubble-Typ E/S0 im Sternbild Dreieck am Nordsternhimmel. Sie ist schätzungsweise 245 Millionen Lichtjahre von der Milchstraße entfernt und hat einen Durchmesser von etwa 140.000 Lichtjahren. Die Entfernungsmessungen basierend auf den Radialgeschwindigkeiten stimmen nicht mit den rotverschiebungsunabhängigen Entfernungsschätzungen von 186 ± 38 Millionen Lichtjahren überein. Vom Sonnensystem aus entfernt sich die Galaxie mit einer errechneten Radialgeschwindigkeit von näherungsweise 5.400 Kilometern pro Sekunde.
Sie gilt als Teil der 34 Mitglieder zählenden Lyons Groups of Galaxies LGG 37 um NGC 669. Im selben Himmelsareal befinden sich unter anderem die Galaxien PGC 7125, PGC 7145, PGC 7167, PGC 7287.
Das Objekt wurde am 6. September 1888 vom US-amerikanischen Astronomen Lewis Swift  entdeckt.